# Ściegnia
Ściegnia (dawn. Wzdół Plebański Ścignia) – wieś w Polsce, położona w województwie świętokrzyskim, w powiecie kieleckim, w gminie Bodzentyn.
| SIMC    | Nazwa    | Rodzaj     |
| ------- | -------- | ---------- |
| 0230473 | Skorucin | przysiółek |

W latach 1975–1998 miejscowość administracyjnie należała do województwa kieleckiego.